# Vlag van Jämtland
De vlag van Jämtland kan verwijzen naar meerdere vlaggen:

## Vlag van de provincie Jämtland
De vlag van Jämtlands län is een vierkante banier van het wapen van deze Zweedse provincie. Het is gebaseerd op het wapens van Jämtland en Härjedalen. De vlag en het wapen is aangenomen op 23 mei 1935.

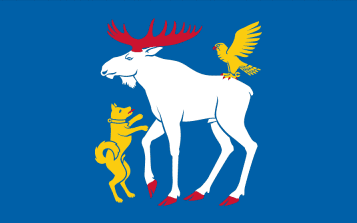
Vlag van Jämtland
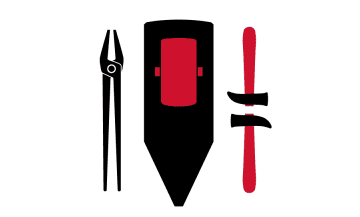
Vlag van Härjedalen

## Vlag van het landschap Jämtland
De vlag van het landschap Jämtland is een banier van het wapen van dit Zweedse landschap. De vlag bestaat uit een blauw veld met een wandelende eland van zilver met een valk die op zijn rug zweeft en in de paal vergezeld door een hond rechtop en naar links kijkend, beide van goud.
Jämtland werd deel van Zweden bij de Verdrag van Brömsebro in 1645 en het wapen werd gemaakt voor de processie bij de begrafenis van Karel X Gustaaf in 1660. Er bestond een middeleeuws zegel, maar het belangrijkste motief, het Noorse wapen, was niet geschikt voor een Zweeds provinciewapen. Er was echter ook een kleiner zegel, met een groep van drie dieren, gemaakt in opdracht van de Deense koning Christiaan IV in Kopenhagen in 1635.

## Onofficiële vlag van de Republiek Jämtland
De onofficiële vlag van de Republiek Jämtland werd in 1983 ontworpen door de activisten Kent Backman en Bo Oscarsson als een horizontale driekleur van blauw, wit en groen, die de lucht, besneeuwde bergen en bossen symboliseren. De drie banen symboliseren ook de provincies van de Republiek Jämtland: Jämtland, Härjedalen en Ragunda.
Op de witte band staat een oud zegel dat in de 13e eeuw aan Jämtland werd toegekend door koning Magnus Lagabøte van Noorwegen. Op het zegel staat SIGILLUM:COMMUNITATIS:DE:IEMThALANDIA, "zegel van de gemeenschap van Jämtland", en er staan twee vrouwen op afgebeeld die een schild (ongekroond) met de Noorse staatsleeuw vasthouden en twee jagers met bogen die op eekhoorns in bomen jagen. Winterbont van eekhoorns (vair) was een belangrijke handelswaar in de middeleeuwen. Het zegel werd tot 1570 officieel gebruikt.
De vlag heeft geen wettelijke/officiële status maar is populair geworden in Jämtland en onder de Jämtlandse diaspora in Zweden. Republikeinse standbeelden wijzen 12 maart, 16 juni, 23 juli en 23 december aan als vlaggendagen: 23 juli herdenkt de eerste officiële keer dat de vlag in 1983 wapperde, 12 maart is de nationale feestdag, 16 juni herdenkt de dag van de nationale vergadering die in de 17e eeuw door de Zweedse bezetting werd afgeschaft, en 23 december is Sjursmäss, een lokale feestdag waarop oorspronkelijk een heilige werd gevierd die nu in de vergetelheid is geraakt.